# Villar del Pozo
Villar del Pozo es un municipio y localidad española de la provincia de Ciudad Real, en la comunidad autónoma de Castilla-La Mancha. El término municipal, en el que se encuentra ubicado parte del aeropuerto de Ciudad Real, tiene una población de 47 habitantes (INE 2024)

## Geografía
Tiene una superficie de 13,23 km² con una población de 56 habitantes (INE 2021) y una densidad de 6,73 hab./km². Cuenta con el Aeropuerto Central Ciudad Real a 500 m de la localidad.
Dentro de la comarca natural del Campo de Calatrava, Villar del Pozo se encuentra a una altitud media de 638 metros. Limita con Ciudad Real (norte), con Cañada de Calatrava (suroeste), y con Ballesteros de Calatrava (sureste).

## Historia[1]

### Prehistoria y Edad Antigua
Se han encontrado abundantes materiales de época prerromana y romana, debido, entre otras cosas, por estar situado en el camino que comunicaba con las mayores ciudades romanas de la zona: Oretum (Granátula de Calatrava), Lacuris Oretanorum (Alarcos) y Carcuvium (Caracuel de Calatrava).

### Edad Media
Alfonso Téllez y García Fernández
Estos nobles al servicio del rey Fernando III de Castilla recibieron el poblamiento de Villar del Pozo, como pago a sus servicios prestados.
Ordoño Álvarez
En 1226 el conde Ordoño Álvarez recibió la heredad de Villar del Pozo, donada por sus antiguos dueños. En 1228 el conde entregó fuero a los
pobladores de Villar del Pozo. En 1250, Rodrigo Ordóñez (hijo de Ordoño Álvarez), y su mujer Urraca Fernández vendieron dicha heredad de Villar del Pozo, a la Orden Hospitalaria de San Juan Bautista.
Orden Hospitalaria de San Juan
En 1255, Alfonso X funda Villa Real, e incluye en el alfoz de la nueva ciudad a Villar del Pozo, lo que motivó un pleito con la Orden de San Juan, hasta que en 1289 la aldea fue recuperada de nuevo por la Orden.
Con el tiempo Villar del Pozo terminaría por ser cabeza de encomienda.

### Edad Moderna[2]
En las Relaciones Topográficas de Felipe II (1575) se la nombra como villa.
Su vinculación con la Orden de San Juan se mantuvo en lo eclesiástico hasta 1683, y en lo civil hasta finales del siglo XVIII. 

### Edad Contemporánea
A partir de 1833 Villar del Pozo se incluye en la provincia de Ciudad Real, y en la diócesis de Ciudad Real desde 1875.
Hacia mediados del siglo XIX, la villa tenía contabilizada una población de 116 habitantes. Aparece descrita en el decimosexto volumen del Diccionario geográfico-estadístico-histórico de España y sus posesiones de Ultramar de Pascual Madoz de la siguiente manera:

VILLAR DEL POZO: v. con ayunt. en la prov. y part. jud. de Ciudad-Real (2 leg.), dióc. de Toledo (21), aud. terr. de Albacete (30), c. g. de Castilla la Nueva (Madrid 30): sit. en una llanura, es de clima algo frio, reinan los vientos E. y S., y se padecen tercianas y resfriados: Tiene 40 casas con pocas comodidades, en 3 calles anchas sin empedrar y una plaza sin uso alguno; hay casa de ayunt., cárcel, pósito, escuela dotada con 500 rs. de los fondos públicos á la que asisten 4 niños; igl. parr. (Ntra. Sra. de la Consolacion) con curato de entrada, de provision de la orden de San Juan, y en los afueras al O. el cementerio: se surte de aguas potables en pozos y fuentes naturales, las primeras algo salobres y las últimas de superior calidad. Tiene esta v. un establecimiento de baños minerales de aguas agrias, que se toman tambien en bebida, segun los preceptos del facultativo que los dirige: están unidos con los de Fuensanta, bajo el nombre general de los Hervideros, y un solo director: ambos establecimientos se hallan en malísimo estado, sin embargo de su conocida utilidad: el estado siguiente, formado por el médico D. José Torres, demuestra la aplicacion de estas aguas. [...] Confina el térm. de esta v. por N. con el de Ciudad-Real; E. Ballesteros; S. Argamasilla, y O. la Cañada, estendiéndose 1/2 leg. de N. a S., 1/8 de E. á O. y comprende una deh. boyal de pastos con algunos acebuches, chaparros y matas bajas; que hay 400 fan. de tierra, algunas canteras de cal, un prado natural y tierras de labor, de inferior calidad, aunque hay algo de regadio: le baña el arroyo Valdecornejo, que nace en térm. de Ballesteros, y entra en Jabalon. Los caminos son vecinales y llanos: el correo se recibe en Ciudad-Real dos veces á la semana. prod.: trigo, cebada, centeno, garbanzos, pitos, patatas, aceite y vino; se mantiene ganado vacuno, lanar, de cerda, y se cria caza de perdices, liebres y conejos. pobl.: 29 vec., 116 alm. cap. imp.: 42,700 rs. contr.: por todos conceptos con inclusion de culto y clero 2,362 rs. 31 rs. presupuesto municipal: 3,000 del que se pagan 600 al secretario por su dotacion y se cubre con el prod. de la deh., que asciende á 1,075 rs., el de los baños que rinden sobre 950 y lo demas por repartimiento vecinal.
(Madoz, 1850, pp. 246-247)

## Demografía
Villar del Pozo cuenta con una población de 47 habitantes (INE 2024).
| Gráfica de evolución demográfica de Villar del Pozo entre 1842 y 2021                                                                                       |
| |
| Población de derecho según los censos de población del INE Población de hecho según los censos de población del INEEn este censo se denominaba Villar: 1842 |

## Patrimonio
Iglesia Nuestra Señora de la Consolación
Sus orígenes se remontan al siglo XIII, siendo la única parroquia existente que había de los tres núcleos de población cercanos (Villar del Pozo, Ballesteros y La Higueruela).

Esta iglesia fue reedificada varias veces a lo largo de los siglos, y así consta que el 1 de junio de 1889 fue reinaugurada.

Durante la Guerra Civil el edificio quedó tan dañado que en 1962 se hundió la cubierta.

El arquitecto diocesano Fernando Luis Bendito, con un anteproyecto de Luis Cubillos de Arteaga, construyeron el nuevo edificio (ocupando la mitad del solar de su origen) en 1969.

Ermita Nuestra Señora de la Blanca
Hervideros
Es característico del lugar la conocida como finca  de los Hervideros, con fuentes termales. Muy famosos durante la segunda mitad del siglo XIX, en el siglo XX el balneario cayó en el olvido.

## Fiestas
- Hogueras de San Antón: 16 de enero.
- San Blas: 3 de febrero.
- Romería en honor a Nuestra Señora de la Blanca: 1 de mayo.
- San Juan: 24 de junio.